# Enantotoxina
La Enantotoxina es una toxina extraída del nabo del diablo (Oenanthe crocata) y de otras plantas del género Oenanthe. Ataca al sistema nervioso central y actúa como un antagonista no competitivo del Ácido γ-aminobutírico. Es extremadamente tóxica para mamíferos, causando vómitos y convulsiones persistentes, pudiendo concluir en paro respiratorio. Fue aislada por Boehm en 1876 y fue cristalizada en 1949 por E.G.C. Clarke, D.E. Kidder and W.D. Robertson (J. Pharm. Pharmacol.). Estructuralmente está relacionada con la cicutoxina y la carotatoxina.